# Cearámuggeneter
De cearámuggeneter (Conopophaga cearae; synoniem: Conopophaga lineata cearae) is een zangvogel uit de familie Conopophagidae (muggeneters).

## Kenmerken
De Cearámuggeneter heeft een donkeroranje kop, donkergrijze ogen, bruine bovendelen, oranje borst en keel, witachtige buik en bruine staart. De vogel heeft verder een grijsachtige masker rond de ogen en daarboven een grijze supercilium. De lichaamslengte bedraagt circa 13 centimeter.

## Verspreiding en leefgebied
Deze vogel is endemisch in het noordoosten van Brazilië, vooral in de staat Ceará. De natuurlijke habitats zijn subtropische of tropische vochtige bergbossen op een hoogte tot 1000 meter boven zeeniveau in het bioom Atlantisch Woud.

## Status
De grootte van de populatie is in 2021 geschat op 3200 volwassen vogels. Omdat het verspreidingsgebied klein is en de aantallen langzaam achteruitgaan heeft deze soort op de Rode lijst van de IUCN de status gevoelig.